# IC 2073
IC 2073 ist eine Balken-Spiralgalaxie vom Hubble-Typ SBc im Sternbild Schwertfisch am Südsternhimmel. Sie ist schätzungsweise 170 Millionen Lichtjahre von der Milchstraße entfernt und hat einen Durchmesser von etwa 70.000 Lichtjahren.
Im selben Himmelsareal befinden sich u. a. die Galaxien IC 2071, IC 2079, IC 2081, IC 2082.
Das Objekt wurde am 7. Dezember 1899 vom US-amerikanischen Astronomen DeLisle Stewart entdeckt.